# واكستون
واكستون (بالإنجليزية: Wackestone)‏ صخور مرصوفة متكونة من الصخور الرسوبة وصخور الكربونات التي تحتوي على أكثر من 10٪ من الألاكم. ويعتبر جزء من تصنيف دنهام للصخور الكربونية. في تصنيف آخر يستخدم على نطاق واسع في تصنيف فوك.

## وصلات خارجية
- http://strata.geol.sc.edu/thinsections/Carbonate-glossary.html